# Jean-Frédéric Schall
Pour les articles homonymes, voir Schall.
Jean-Frédéric Schall, ou « Frédéric-Jean », dit aussi « Challe » ou « Chall », né le 14 mars 1752 à Strasbourg et mort le 24 mars 1825 à Paris, est un peintre de genre et portraitiste français.

## Biographie
Après avoir reçu sa formation initiale à l’École publique de dessin de Strasbourg, Schall monta, jeune encore, à Paris, au mois de juin 1772. Admis à l’École des Élèves protégés de l’Académie Royale, sous le patronage de Nicolas Guy Brenet, il entre dans l’atelier de Francesco Casanova et complète ses études en 1777. Protégé par Johann Heinrich Eberts et Johann Georg Wille, et par Georges-Frédéric Meyer à Ermenonville, puis par Jean-Baptiste Lemoyne, il est successivement l’élève de Jollain jeune, en 1775, et de Lépicié fils, de 1776 à 1779.
Dès 1776, il produit ses premières œuvres de peintre de sujets galants dans la manière de Fragonard et de Debucourt. Datant de cette époque, ses premières œuvres l’Offrande à l’Amour (1776) et le Matin et l’Après-Midi sont gravées en couleurs par Bonnet en 1778. À sa sortie de l’École, ses relations le mettent en contact avec la haute société de son temps, dont il va rapidement devenir le peintre préféré. Il représente les fêtes galantes données dans les « Folies » et les « Petites Maisons » des financiers et des puissants, aux comédiennes, danseuses, femmes à la mode frivoles et galantes qui sont leurs maîtresses.
D’abord au service du duc Christian IV de Deux-Ponts, il peint, pour son Musée secret, le Fidèle Indiscret, Finissez ! et la Pantoufle, œuvres d’un style très osé et gravées par Gabriel Marchand ou Nerbé. Parmi les autres Strasbourgeois à le protéger, on compte le facteur de pianos Sebastian Erhard, pour qui il exécute le Bouquet Impromptu. Le succès grandissant rencontré par son œuvre l’engageant à persévérer dans la voie dans laquelle il s’était lancée dès le début de sa carrière, il va persévérer, jusqu’à la fin de sa carrière, dans cette voie et ce style d’ouvrages, en se qualifiant de « peintre d’histoire ». Témoin, dans un genre parfois scabreux, de la douceur de vivre de l’Ancien Régime finissant, mémorialiste des mœurs légères, dans un décor tout à la fois réaliste et imaginaire, il devient un maître mineur dans le genre de Fragonard et de Watteau. Pendant la Révolution, il est contraint de produire des oeuvres "patriotiques", mais contourne les interdits en usant de thèmes mythologiques. Il expose aux salons de 1793 à 1806. Il peint des artistes de scène, illustre des ouvrages littéraires. 
Boilly a représenté, dans son tableau Réunion d'artistes dans l'atelier d'Isabey, Schall à l’époque du Directoire, alors qu’il vivait, avec sa femme, Marie-Catherine Naudé, épousée en 1787, et ses filles, au Louvre, escalier de la chapelle no 22, puis dans le phalanstère d’artistes établi rue Childebert sur les ruines de l’ancienne abbaye de Saint-Germain-des-Prés.[Information douteuse]

## Œuvre
Outre ses scènes de genre, non dénuées d’intentions satiriques, et ses fêtes galantes, il a également portraituré les actrices et danseuses de son temps, comme la Dugazon, Sophie Arnould, Dazincourt, Louise Contat de la Comédie-Française, ainsi que réalisé de nombreux portraits scéniques de danseuses, souvent accompagnés de leurs répliques avec variantes, destinés à décorer le cabinet de leurs riches protecteurs, ou les salons des « Sociétés » galantes dont elles faisaient partie.
Schall a, de même, abondamment illustré les œuvres littéraires, comme Paul et Virginie, Le Paradis perdu, les Amours de Psyché et de Cupidon de La Fontaine, et surtout les Confessions de Rousseau : ayant rencontré ce dernier en personne à Ermenonville, chez le marquis de Girardin, Schall a fait de lui le portrait maintes fois reproduit sous le titre : l’Homme de la Nature. Pour les Confessions, il a produit une suite importante : le Baiser donné, le Baiser reçu, Madame de Warens initiée à l’amour, la Douce Résistance, le Ruisseau, les Cerises, repris par le burin de nombreux graveurs, comme la plupart de ses œuvres immédiatement gravées, souvent en couleurs, par des artistes tels qu’Alexandre Chaponnier, qui a gravé les Plaisirs de l’Hymen et L’Exemple dangereux ou les Désirs de l’Amour, Louis-Marin Bonnet, Nicolas Colibert, Charles-Melchior Descourtis, Augustin-Claude-Simon Legrand et de nombreux autres.
Contraint par la Révolution de faire évoluer ses thèmes vers des motifs plus austères, il tente quelque temps de se mettre au gout du jour avec des compositions dans le genre patriote, telles que l’Allégorie à la Liberté, où l’on voit deux enfants s’embrassant au pied d’une statue de la Liberté, l’Héroïsme de Guillaume Tell, ou le général Lacombe-Saint-Michel délivrant les Français de Tunis (1797), mais retourne bien vite à ses sujets de jeunesse préférés, dès que les événements le lui permettent, la Révolution étant loin de lui avoir enlevé son public, les événements n’ayant pas changé le gout de la grande majorité des amateurs, qui lui étaient restés fidèles. Schall retourne, sous prétexte de mythologie, aux sujets licencieux représentant des femmes nues dans des paysages bucoliques qui ont fait son succès, exposant aux Salons de 1793, de 1798 et de 1806, où son envoi, la Fausse apparence (1798), est couronné par le Jury des Arts.

### Conservation et collection publique
États-Unis :
- Danseuse tenant sa jupe, v. 1780, Nouvelle-Orléans, NOMA.
- Danseuse tenant des fleurs, v. 1780, Nouvelle-Orléans, NOMA.

France :
- L'Amour frivole, 1780-1789, peinture, 66 × 56 cm, Musée Cognacq-Jay, Paris[8]
- Les Trois Grâces, vers 1789, huile sur toile, 40 × 32 cm, Musée du Louvre, Paris[9]
- Pensée sur la brièveté de la vie, vers 1806, huile sur toile, 55 × 66 cm, Musée du Louvre, Paris[10]
- Les Trois Grâces, Paris, musée du Louvre.
- Pensée sur la brièveté de la vie, Paris, musée du Louvre.
- Le Billet doux, 33 × 27 cm, Dijon, musée national Magnin[11]
- Danseuse, Paris, musée Hébert.
- Danseuse, 5 tableaux, Saint-Jean-Cap-Ferrat, villa Ephrussi de Rothschild.
- Le Billet doux, Dijon, musée Magnin.
- Portrait de Christine Boyer (1773-1800), Dijon, musée Magnin.
- Portrait présumé de la reine Hortense de Beauharnais en buste, jouant de la harpe, Rueil-Malmaison, château de Malmaison.
- La Frayeur maternelle ou La Fausse Apparence, huile sur toile, 50,5 × 61 cm, Strasbourg, Musée des beaux-arts.
- Les Espiègles, huile sur bois, 54 × 41 cm, Strasbourg, Musée des beaux-arts.

Italie :
- Fanciulla che esce del letto – Jeune fille sortant du lit, huile sur toile, cm. 31 x 23. Inv. 2487. Palazzo Barberini, Gallerie Nazionali di Arte Antica (Rome)
- L’amante nascosto e il cane indiscreto – L’amant caché et le chien indiscret, huile sur toile, cm. 31 x 40. Inv. 2488. Palazzo Barberini, Gallerie Nazionali di Arte Antica (Rome)

Pays-Bas :
- Toilette du soir, huile sur panneau, 23 × 17 cm, Rijksmuseum, Amsterdam[12]
- Toilette du matin, huile sur panneau, 23 × 17 cm, Rijksmuseum, Amsterdam[13]

Russie :
- L’Amant surpris, gravure de Charles-Melchior Descourtis, Saint-Pétersbourg, musée de l'Ermitage.

### Attribution
Recherchées par les amateurs, les œuvres de ce peintre prolifique ont été parfois attribuées, durant le XIXe siècle, à Fragonard, à Antoine-François Callet et à Jean-Baptiste Huet. Le fait qu’il ait signé Challe (« Challe fecit parisiis »), dans les années 1770, peut-être pour essayer de bénéficier de la vogue pour les œuvres de l’académicien Challe, n’a sans doute pas été étrangère à ces erreurs d’attribution. Par la suite, il a signé « F. Schall », mais il a fallu effectuer de nombreuses recherches pour reconstituer la provenance et vérifier l’attribution de ses œuvres presque toutes cataloguées aujourd’hui.

## Galerie

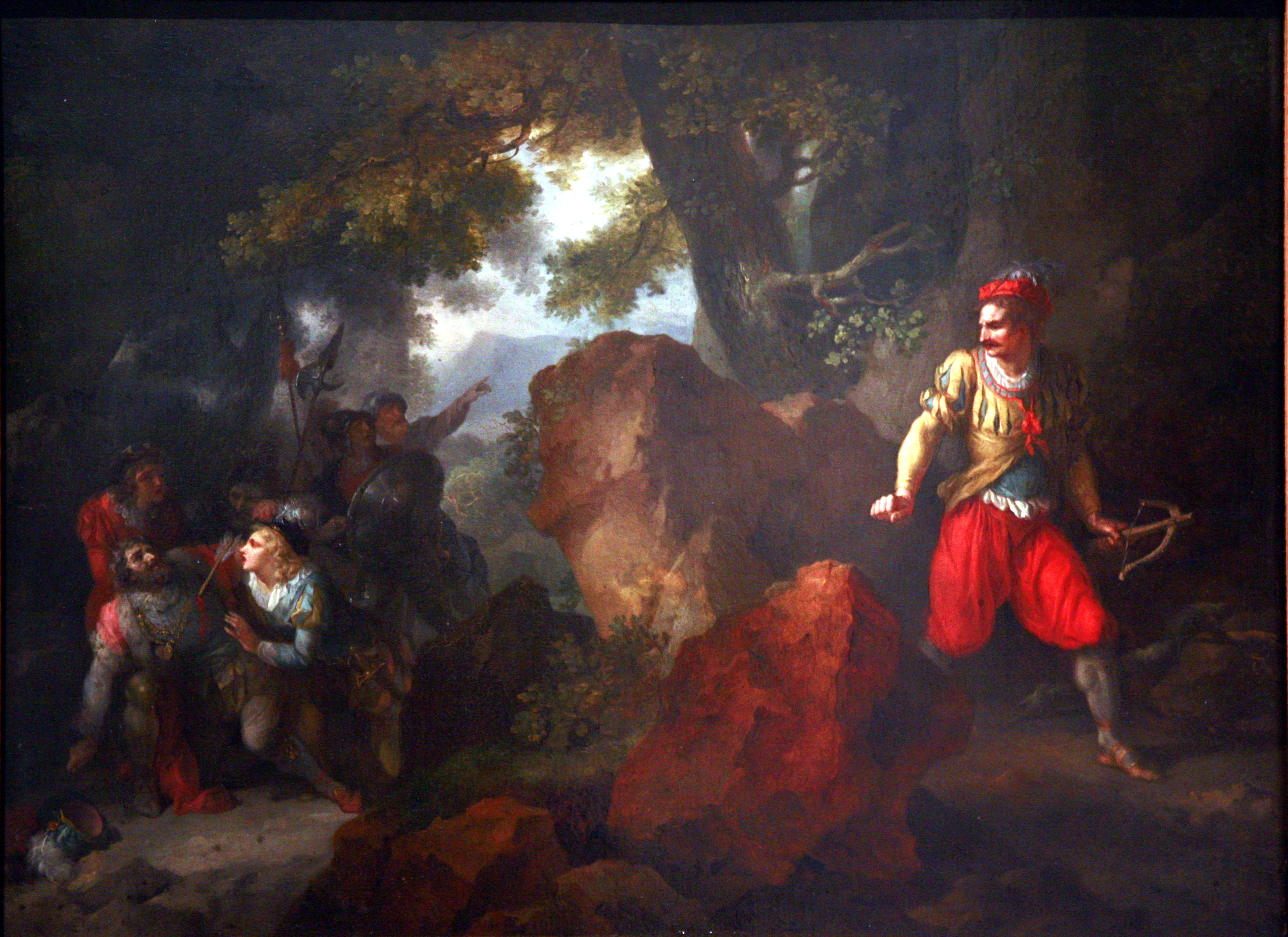
L’Héroïsme de Guillaume Tell, 1793, Strasbourg, musée des beaux-arts.
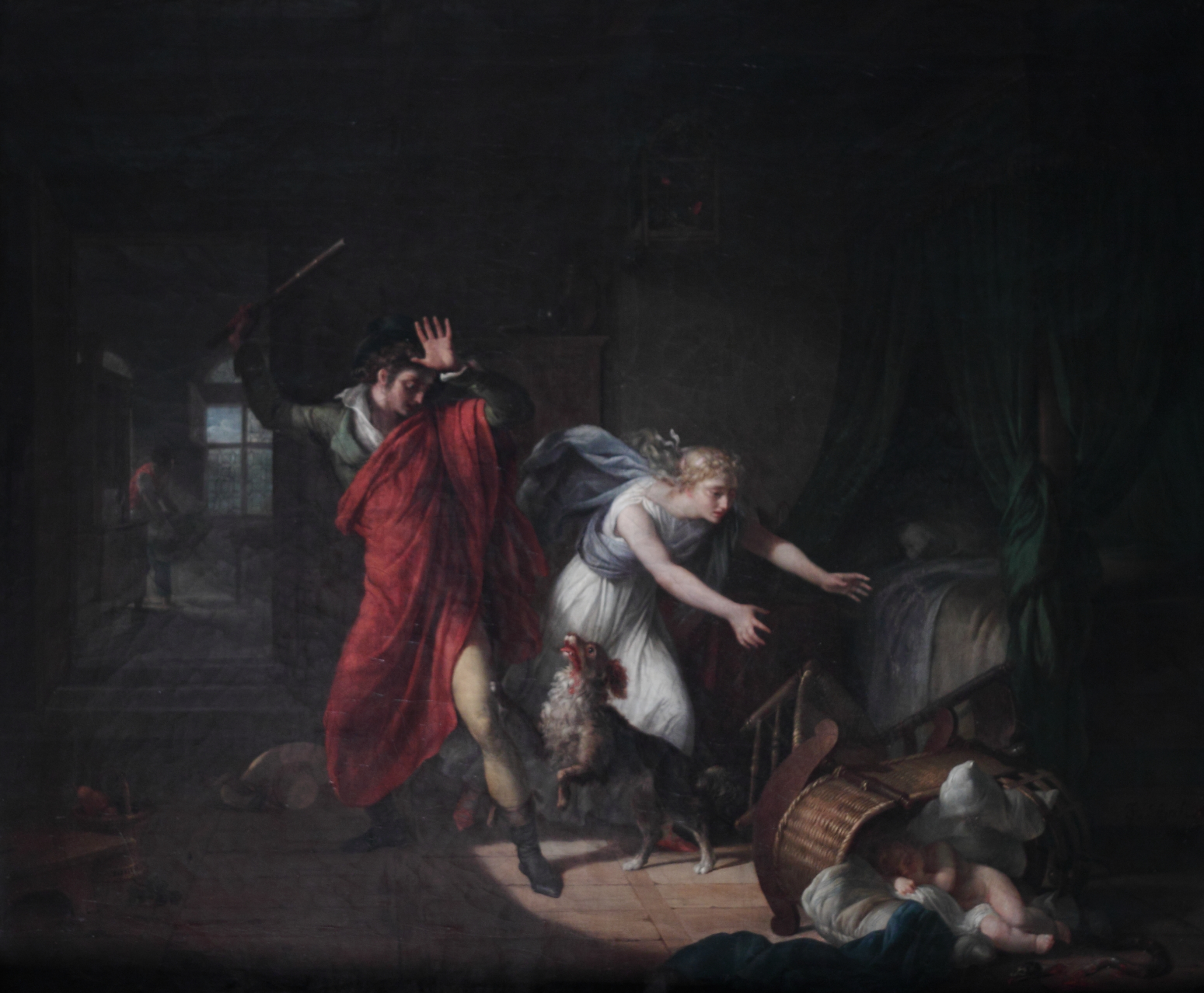
La Frayeur maternelle, première partie, Strasbourg, musée des beaux-arts.
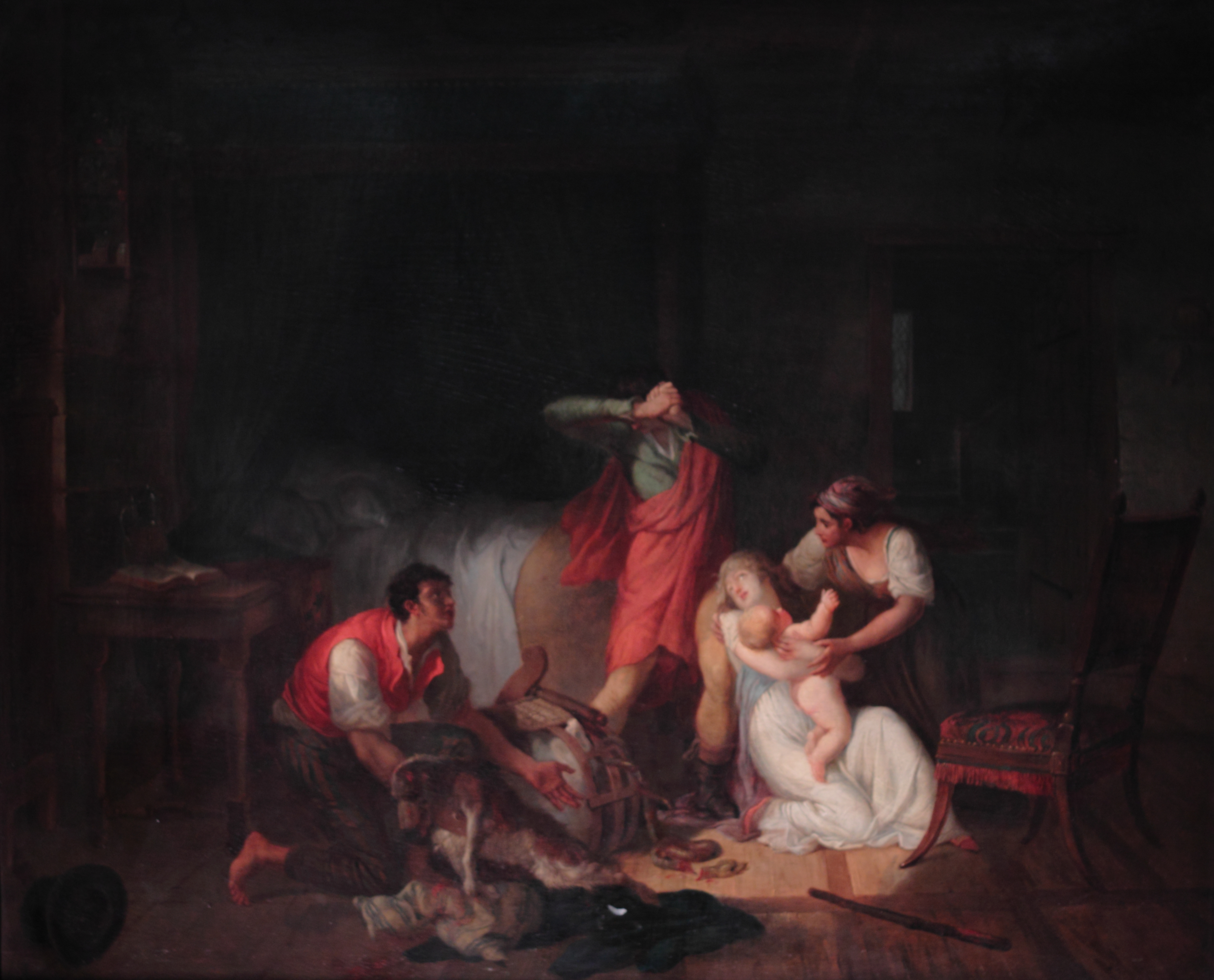
La Frayeur maternelle, deuxième partie, Strasbourg, musée des beaux-arts.
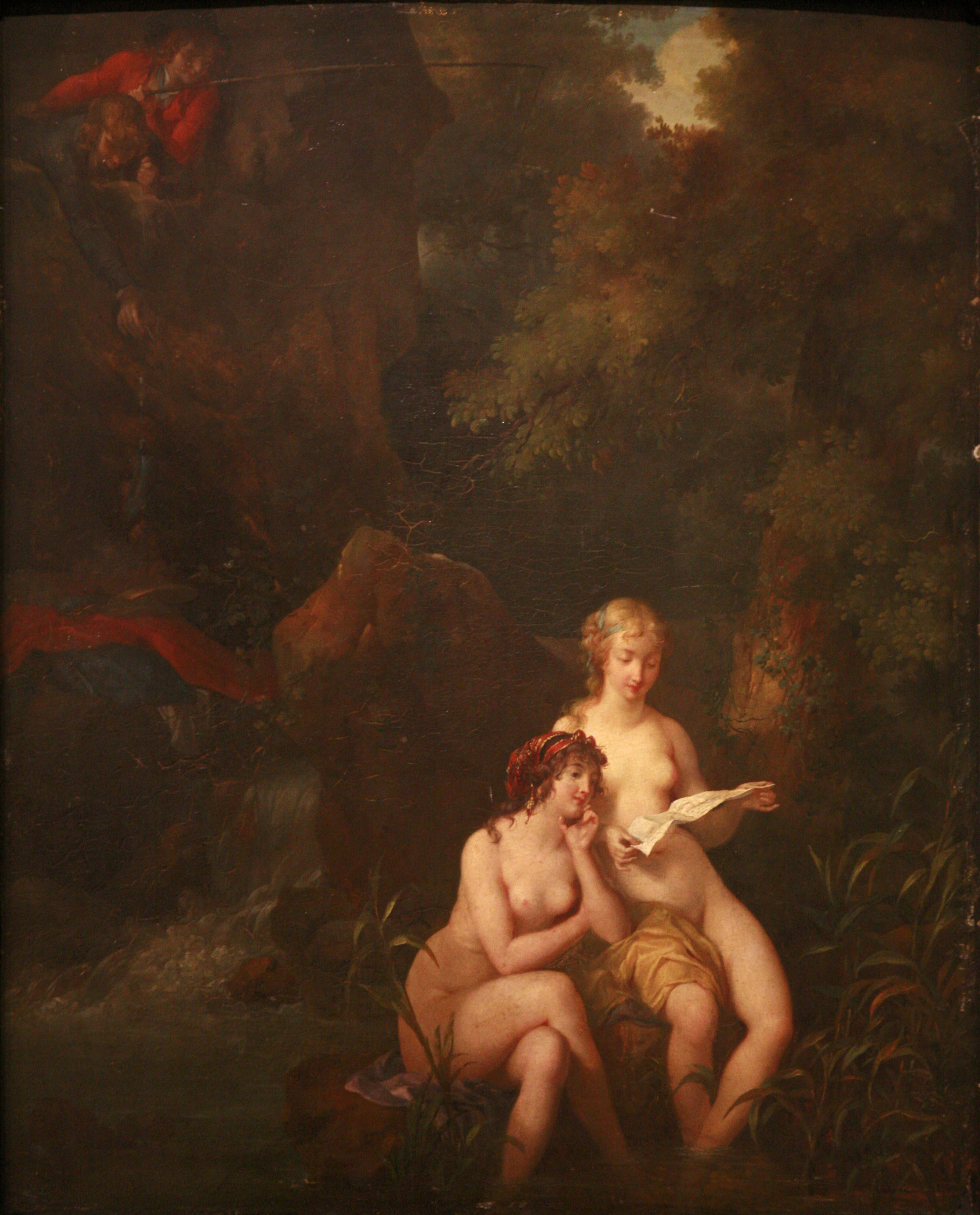
Les Espiègles, Strasbourg, Strasbourg, musée des beaux-arts.
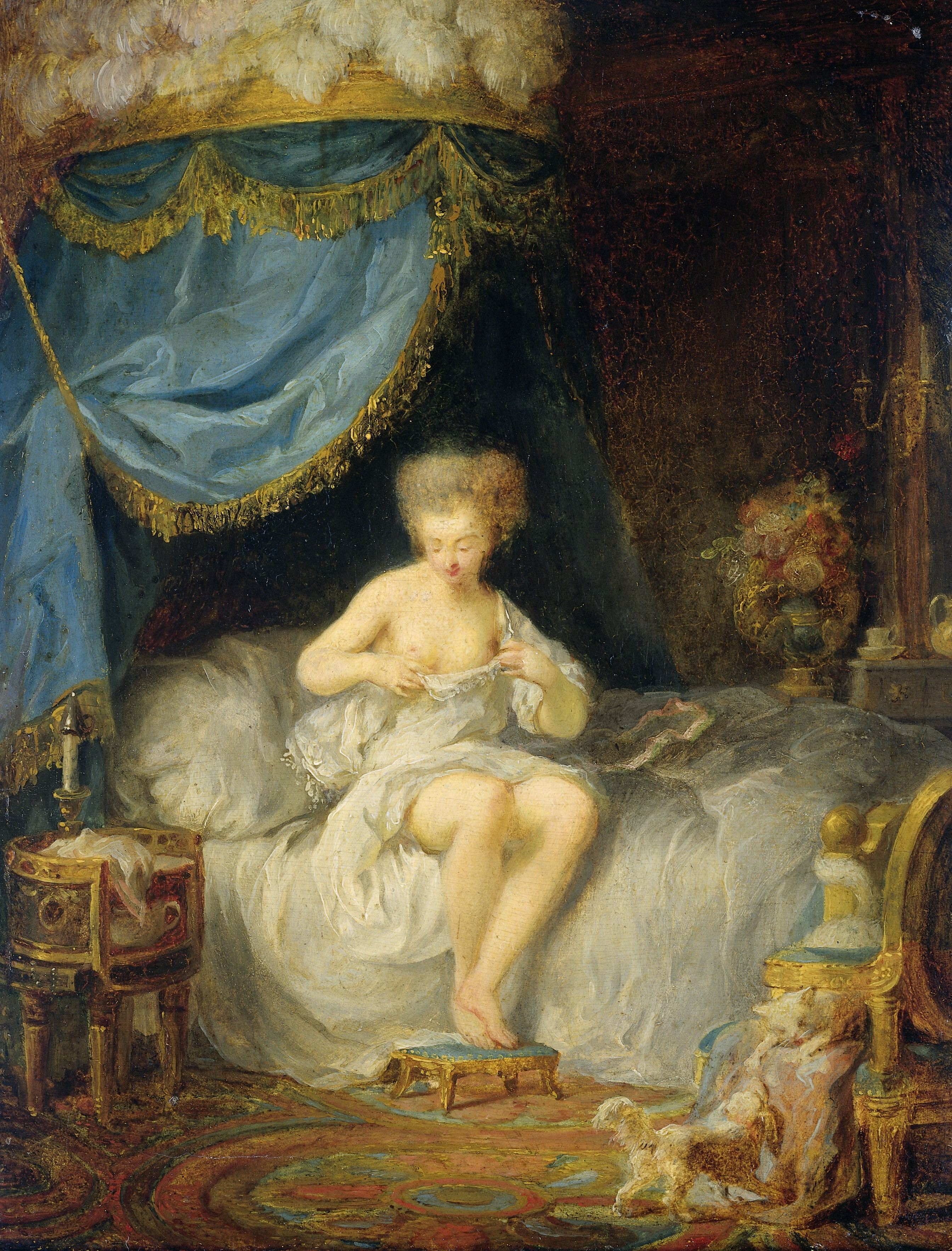
Toilette du soir, Amsterdam, Rijksmuseum
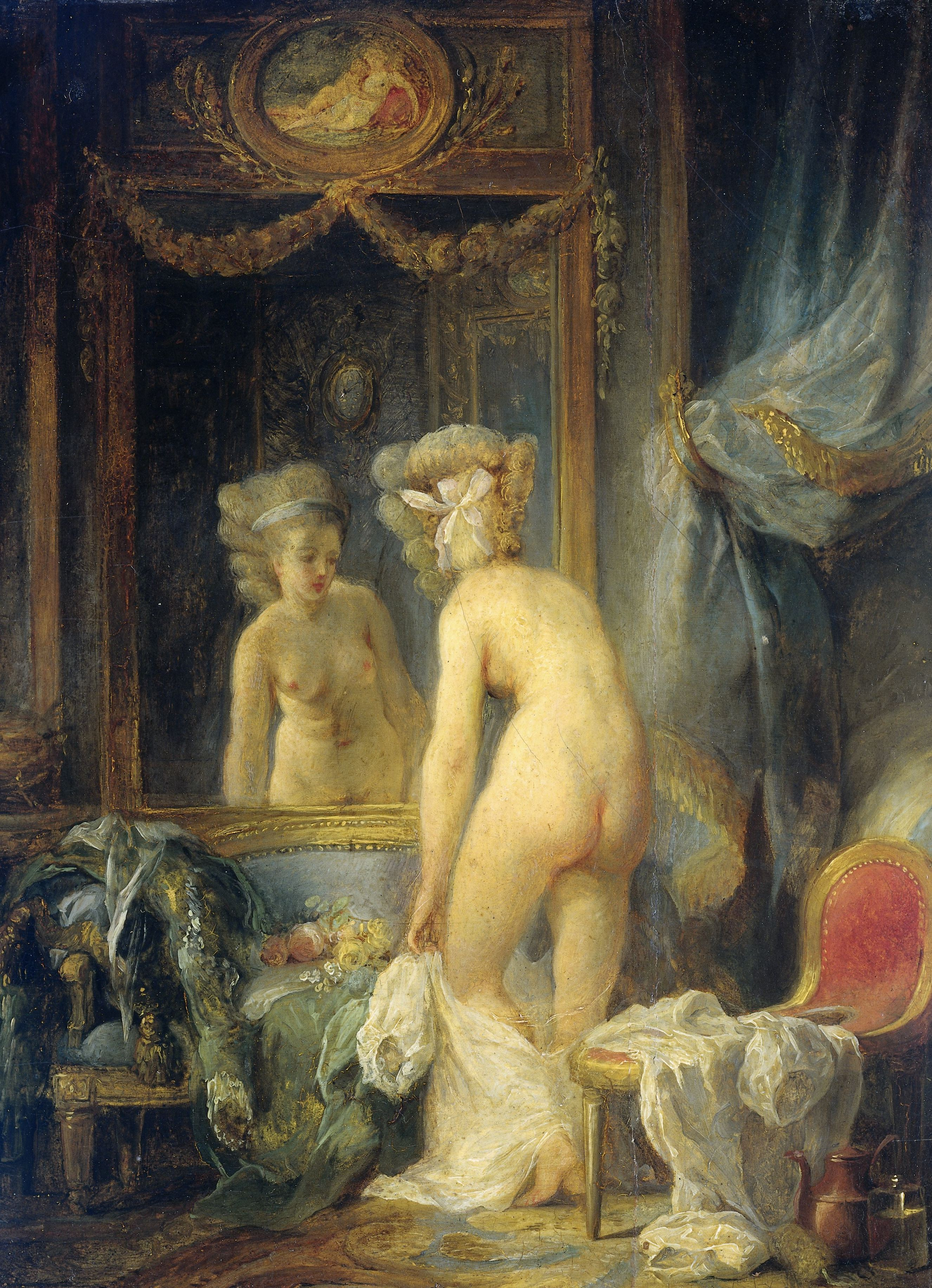
Toilette du matin, Amsterdam, Rijksmuseum.
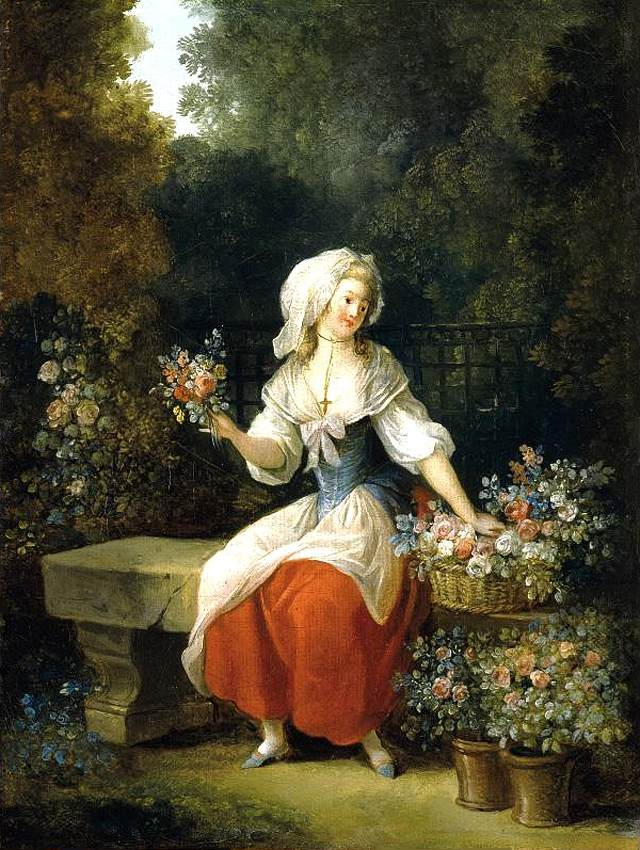
Fleuriste en tablier rouge, coll. privée.
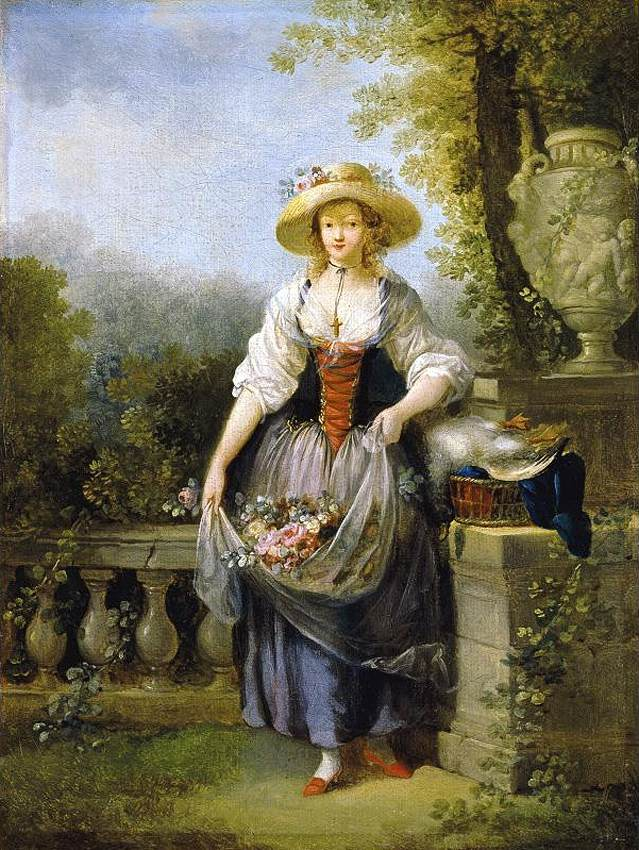
Jardinière en chapeau de paille, coll. privée.
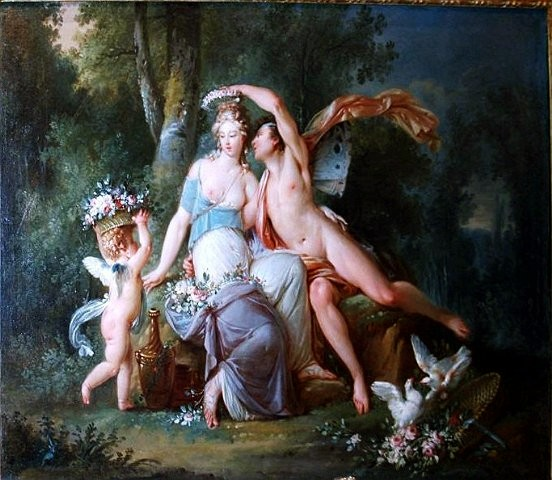
Zéphyr couronnant Flora, coll. privée.
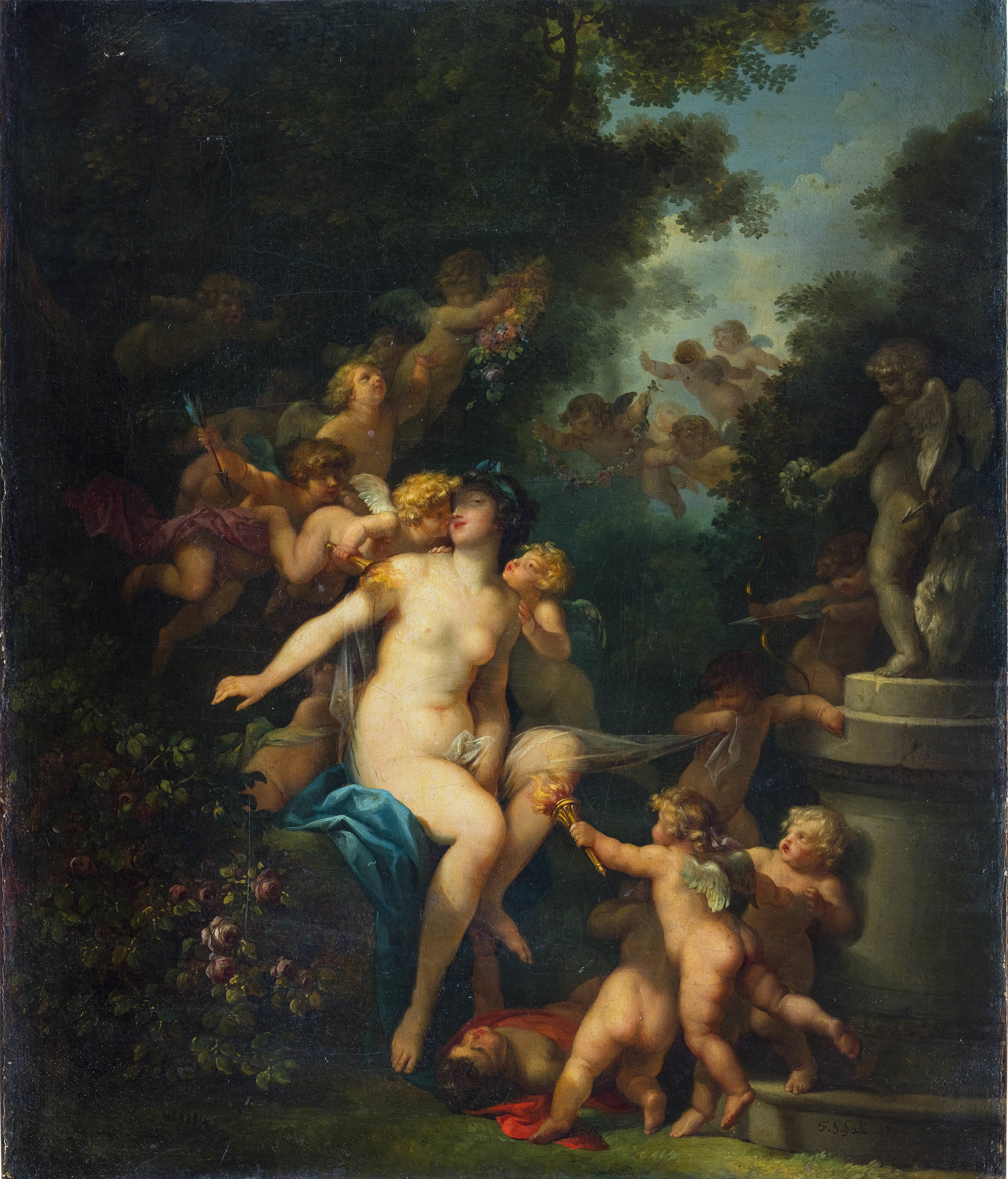
Vénus entourée d'une ronde d'amours près d'un buisson de roses avec Cupidon lui décochant une flèche, 1790? coll. privée, Paris